# ويليام دوبريه
ويليام دوبريه (بالفرنسية: Guillaume Dupré)‏ هو نحات فرنسي، ولد في عقد 1570 في Sissonne ‏ في فرنسا، وتوفي في 1644 في باريس في فرنسا.

## وصلات خارجية
- ويليام دوبريه على موقع الموسوعة البريطانية (الإنجليزية)